# Euspondylus
Euspondylus — рід ящірок родини гімнофтальмових (Gymnophthalmidae). Представники цього роду мешкають в Південній Америці.

## Види
Рід Euspondylus нараховує 10 видів:
- Euspondylus acutirostris (W. Peters, 1863)
- Euspondylus auyanensis Myers, G. Rivas & Jadin, 2009
- Euspondylus caideni G. Köhler, 2003
- Euspondylus excelsum Chavez, Catenazzi & Venegas, 2017
- Euspondylus guentheri (O'Shaughnessy, 1881)
- Euspondylus maculatus Tschudi, 1845
- Euspondylus monsfumus Mijares-Urrutia, Señaris & Arends, 2001
- Euspondylus nellycarrillae G. Köhler & Lehr, 2004
- Euspondylus paxcorpus Doan & Adams, 2015
- Euspondylus simonsii Boulenger, 1901

## Етимологія
Наукова назва роду Euspondylus походить від сполучення слів дав.-гр. ευ — добрий і σφονδυλος — хребет.